# 同夏县
同夏县，是梁、陈时期的县，位于今南京市高桥门、麒麟街道西南及雨花台区的一部分。梁天监元年（502年）以梁武帝出生地同夏里为县，属丹阳郡。陈宣帝时改属建兴郡，隋灭陈后并入江宁县。